# James Jones (košarkaš)
James Andrew Jones (Miami, Florida, 4. listopada 1980.) američki je profesionalni košarkaš. Igra na poziciji niskog krila, a trenutačno je član NBA momčadi Miami Heata. Izabran je u 2. krugu (49. ukupno) NBA drafta 2003. od strane Indiana Pacersa.

## NBA karijera
Izabran je kao 49. izbor NBA drafta 2003. od strane Indiana Pacersa. U svojoj rookie sezoni nije često igrao te je ukupno sakupio samo 26 minuta na terenu. U sezoni 2004./05. Jones je prosječno postizao 4.9 poena uz šut za tri poena od 39.8%. 25. kolovoza 2005. Jones je mijenjan u Phoenix Sunse u zamjenu za drugi izbor NBA drafta 2008. godine. U lipnju 2007. Jones je mijenjan u Portland Trail Blazerse zajedno s pravima na Rudya Fernándeza u zamjenu za novac. U sezoni 2007./08. Jones je imao sjajan postotak za tri poena od 44.4%, ali nije izabran za sudjelovanje u natjecanju u tricama na All-Star utakmici 2008. godine. 9. srpnja 2008. Jones je potpisao petogodišnji ugovor vrijedan 23.2 milijuna dolara i postao član Miami Heata.

## NBA statistika

### Regularni dio
| Godina    | Klub     | Odig. uta. | Uta. poč. | Min. | 2P%  | 3P%  | Sl. bac.% | Skok. | Asist. | Ukr. lop. | Blok. | Poena |
| --------- | -------- | ---------- | --------- | ---- | ---- | ---- | --------- | ----- | ------ | --------- | ----- | ----- |
| 2003./04. | Indiana  | 6          | 0         | 4.3  | .222 | .250 | 1.000     | .3    | .0     | .2        | .0    | 1.2   |
| 2004./05. | Indiana  | 75         | 24        | 17.7 | .396 | .398 | .855      | 2.3   | .8     | .4        | .4    | 4.9   |
| 2005./06. | Phoenix  | 75         | 24        | 23.6 | .418 | .386 | .851      | 3.4   | .8     | .5        | .6    | 9.3   |
| 2006./07. | Phoenix  | 76         | 7         | 18.1 | .368 | .378 | .877      | 2.3   | .6     | .4        | .6    | 6.4   |
| 2007./08. | Portland | 58         | 3         | 22.0 | .437 | .444 | .878      | 2.8   | .6     | .4        | .3    | 8.0   |
| 2008./09. | Miami    | 40         | 1         | 15.8 | .369 | .344 | .839      | 1.6   | .5     | .3        | .3    | 4.2   |
| 2009./10. | Miami    | 36         | 6         | 14.0 | .361 | .411 | .821      | 1.3   | .5     | .3        | .1    | 4.1   |
| 2010./11. | Miami    | 81         | 8         | 19.1 | .422 | .429 | .833      | 2.0   | .5     | .4        | .2    | 5.9   |
| Ukupno    |          | 447        | 73        | 18.9 | .402 | .402 | .857      | 2.3   | .6     | .4        | .4    | 6.3   |

### Doigravanje
| Godina    | Klub    | Odig. uta. | Uta. poč. | Min. | 2P%  | 3P%  | Sl. bac.% | Skok. | Asist. | Ukr. lop. | Blok. | Poena |
| --------- | ------- | ---------- | --------- | ---- | ---- | ---- | --------- | ----- | ------ | --------- | ----- | ----- |
| 2004./05. | Indiana | 13         | 0         | 16.5 | .413 | .400 | .444      | 2.1   | .8     | .5        | .5    | 4.0   |
| 2005./06. | Phoenix | 20         | 6         | 17.7 | .341 | .308 | .846      | 3.6   | .3     | .2        | .9    | 4.3   |
| 2006./07. | Phoenix | 11         | 6         | 15.5 | .528 | .444 | .818      | 1.4   | .3     | .2        | .2    | 5.0   |
| 2008./09. | Miami   | 7          | 7         | 33.6 | .531 | .500 | .917      | 2.3   | .7     | .4        | .1    | 9.6   |
| 2009./10. | Miami   | 1          | 0         | 9.0  | .000 | .000 | 1.000     | .0    | .0     | .0        | .0    | 2.0   |
| 2010./11. | Miami   | 12         | 0         | 22.7 | .471 | .459 | 1.000     | 2.5   | .2     | .5        | .2    | 6.5   |
| Ukupno    |         | 64         | 19        | 19.6 | .431 | .419 | .847      | 2.5   | .4     | .4        | .5    | 5.3   |

## Vanjske poveznice
- Profil na NBA.com
- Profil  Arhivirana inačica izvorne stranice od 4. srpnja 2011. (Wayback Machine) na Basketball-Reference.com